# Сольвеевские конгрессы
Сольве́евские конгрессы (Сольве́евские конференции) — серия международных конференций по обсуждению фундаментальных проблем физики и химии, проводится с 1911 года в Брюсселе международным Сольвеевским институтом физики и химии. 
Каждый конгресс посвящается обсуждению актуальных фундаментальных проблем физики и химии, которые находятся в центре внимания учёных в различные периоды. Первый Сольвеевский конгресс (Conseils Solvay), состоявшийся по личной инициативе и на средства бельгийского учёного и промышленника Эрнеста Сольве, считается поворотным пунктом в развитии физики XX века.
Обычный интервал в проведении конгрессов составляет три года, однако в истории присутствуют и паузы, особенно значительные в периоды мировых войн в 1910-х и 1930—1940-х годах. В период с 1911 по 2024 год в Брюсселе состоялось 29 Сольвеевских конгрессов по физике, 26 — по химии, и 1 по биологии.

## История
После разговора с Вальтером Нернстом Эрнест Сольве решил организовать международную конференцию по физике. Первая конференция была проведена в 1911 году с целью решить определенный вопрос, родившийся в физике: «Действительно ли нужно прибегать к квантовому описанию мира?» Впервые кванты ввёл Макс Планк в статье 1900 года как математическое допущение, что свет излучается только определёнными порциями, позволившее решить задачу о спектре излучения абсолютно чёрного тела. Через пять лет Эйнштейн связывает кванты с распространением электромагнитных волн и объясняет фотоэлектрический эффект, а ещё через несколько лет объясняет аномальное поведение теплоемкости при низких температурах. Однако многим физикам того времени не нравился квантовый метод описания природы. Для устранения таких сомнений следовало провести конференцию. К тому времени конференции по физике имели солидную историю (первой, возможно, была конференция 1815 года «Естественные науки», проведенная в Женеве химиком Х. А. Госсе). Однако первый Сольвеевский конгресс по физике установил новый тип научных встреч: для обсуждения самых важных проблем были приглашены только самые компетентные эксперты. Эта традиция сохранялась многие годы. Ранние Сольвеевские конгрессы − это уникальные исторические источники о развитии физики.

## Сольвеевские конгрессы по физике
| №  | Год  | Название                                                            | Председатель                            |
| -- | ---- | ------------------------------------------------------------------- | --------------------------------------- |
| 1  | 1911 | «Излучение и кванты»                                                | Хендрик Лоренц                          |
| 2  | 1913 | «Строение вещества»                                                 | Хендрик Лоренц                          |
| 3  | 1921 | «Атомы и электроны»                                                 | Хендрик Лоренц                          |
| 4  | 1924 | «Проводимость металлов»                                             | Хендрик Лоренц                          |
| 5  | 1927 | «Электроны и фотоны»                                                | Хендрик Лоренц                          |
| 6  | 1930 | «Магнитные свойства вещества»                                       | Поль Ланжевен                           |
| 7  | 1933 | «Структура и свойства атомного ядра»                                | Поль Ланжевен                           |
| 8  | 1948 | «Элементарные частицы»                                              | Уильям Брэгг                            |
| 9  | 1951 | «Твёрдое тело»                                                      | Уильям Брэгг                            |
| 10 | 1954 | «Электроны в металлах»                                              | Уильям Брэгг                            |
| 11 | 1958 | «Структура и эволюция Вселенной»                                    | Уильям Брэгг                            |
| 12 | 1961 | «Квантовая теория поля»                                             | Уильям Брэгг                            |
| 13 | 1964 | «Структура и эволюция галактик»                                     | Роберт Оппенгеймер                      |
| 14 | 1967 | «Фундаментальные проблемы в физике элементарных частиц»             | Кристиан Мёллер                         |
| 15 | 1970 | «Симметрические свойства ядра»                                      | Эдоардо Амальди                         |
| 16 | 1973 | «Астрофизика и гравитация»                                          | Эдоардо Амальди                         |
| 17 | 1978 | «Хаос и порядок в равновесной и неравновесной механике»             | Леон Ван Хов                            |
| 18 | 1982 | «Физика высоких энергий»                                            | Леон Ван Хов                            |
| 19 | 1987 | «Теория поверхностей»                                               | Де Витте (Frits de Wette)               |
| 20 | 1991 | «Квантовая оптика»                                                  | Поль Мандел                             |
| 21 | 1998 | «Динамические системы и необратимость»                              | Ioannis Antoniou                        |
| 22 | 2001 | «Физика коммуникаций»                                               | Ioannis Antoniou                        |
| 23 | 2005 | «Квантовая структура пространства-времени»                          | Дэвид Гросс                             |
| 24 | 2008 | «Квантовая теория конденсированных сред»                            | Бертран Гальперин                       |
| 25 | 2011 | «Теория квантового мира»                                            | Дэвид Гросс                             |
| 26 | 2014 | «Астрофизика и космология»                                          | Роджер Блэндфорд                        |
| 27 | 2017 | «Физика живой материи: пространство, время и информация в биологии» | Борис Шрейман                           |
| 28 | 2022 | "Физика квантовой информации"                                       | Дэвид Гросс, Петер Цоллер               |
| 29 | 2023 | "Структура и динамика неупорядоченных систем"                       | Дэвид Гросс, Марк Мезар, Джорджо Паризи |

### I Сольвеевский конгресс (1911) «Излучение и кванты»
Первый конгресс был открыт Лоренцем и Джинсом докладами «Применения теоремы о равном распределении энергии по частотам» и «Кинетическая теория теплоёмкости в соответствии с распределением Максвелла и Больцмана». В своей речи авторы затронули возможность связать теорию излучения с принципами статистической механики внутри классической модели. В своём письме конгрессу лорд Рэлей подчеркнул сложность того метода, которым он пользовался в своем анализе, и добавил: 
Возможно, кто-то смог бы решить эту проблему при помощи методов Планковской школы, потому что обычные законы динамики не могут быть применены к мельчайшим составляющим частям вещества (атомам, молекулам). В попытке объяснить эти явления при помощи теории элементов энергии (квантов) я не вижу никакого неудобства, однако я смущён тем, что решение оказывается слишком сложным, и поэтому оно мне не нравится. Этот метод уже дал интересные результаты, однако по-моему он не описывает картины реальности.
- Планк изложил аргументы, которые привели его к открытию кванта действия.
- Новую идею, получившую различное истолкование, представляла собой мысль Нернста о квантовании вращения молекул газа.
- Зоммерфельд обратил внимание на сходство некоторых своих рассуждений с рассуждениями, изложенными в последней статье Вандера де Хааза.
Де Хааз пытался применить квантовые идеи к электрону, связанному в атомной модели в виде равномерно отрицательно наэлектризованной сферы; эта модель подобна модели Дж. Дж. Томсона.
- Варбург и Рубенс доложили об экспериментальных наблюдениях, подтверждающих планковский закон теплового излучения.
- Благодаря новому триумфу классического подхода при определении свойств разреженных газов и использовании статистических флуктуации для подсчета числа атомов, на конгрессе были сделаны подробно аргументированные доклады, Мартином Кнудсеном и Жаном Перреном, посвященные этим достижениям.
- В ходе дискуссий на конгрессе не было упомянуто самое новейшее событие, которому суждено было оказать столь глубокое влияние на последующее развитие, а именно, открытие Резерфодом атомного ядра.

Сидят (слева направо):  Вальтер Нернст, Марсель Бриллюэн, Эрнест Сольве,  Хендрик Лоренц, Эмиль Варбург,  Вильгельм Вин,  Жан Батист Перрен,  Мария Кюри, Анри Пуанкаре.
Стоят (слева направо): Роберт Гольдшмидт,  Макс Планк, Генрих Рубенс, Арнольд Зоммерфельд, Фредерик Линдманн, Морис де Бройль, Мартин Кнудсен, Фридрих Газенорль, Жорж Остле, Эдуард Герцен, Джеймс Джинс,  Эрнест Резерфорд,  Хейке Камерлинг-Оннес,  Альберт Эйнштейн, Поль Ланжевен.
На фотографии нет участника конференции Дж. Николсона.

### II Сольвеевский конгресс (1913) «Строение вещества»
- Эйнштейн подвёл итоги многочисленным приложениям квантовой концепции и, в частности, рассмотрел основные аргументы, использованные в его объяснении аномалий теплоемкости при низких температурах.
- За несколько месяцев до открытия конгресса была опубликована статья Н. Бора о квантовой теории строения атомов. В этой статье были сделаны первые попытки использовать атомную модель Резерфорда для объяснения характерных свойств элементов, зависящих от электронов, окружающих ядро. Этот вопрос представлял непреодолимые трудности, если рассматривать его с помощью обычных идей механики и электродинамики, согласно которым никакая система точечных зарядов не допускает устойчивого статического равновесия, а любое движение электронов вокруг ядра привело бы к рассеянию энергии посредством электромагнитного излучения
- Дж. Дж. Томсон изложил остроумные концепции, касающиеся электронной структуры атомов.
- Открытие дифракции рентгеновских лучей в кристаллах, сделанном Лауэ в 1912 году. Это открытие устранило все сомнения в том, что этому проникающему излучению следует приписать волновые свойства.
- Во время самого конгресса Мозли изучал высокочастотные спектры элементов методом Лауэ — Брэгга и уже нашёл замечательно простые законы, которые не только позволили установить заряд ядра любого элемента, но даже дали первое прямое указание на оболочечную структуру электронной конфигурации в атоме, обусловливающую характерную периодичность, проявляющуюся в знаменитой таблице Менделеева.

Сидят (слева направо):  Вальтер Нернст,  Эрнест Резерфорд,  Вильгельм Вин,  Джозеф Джон Томсон, Эмиль Варбург,  Хендрик Лоренц, Марсель Бриллюэн, Вильям Барлоу,  Хейке Камерлинг-Оннес, Роберт Вильямс Вуд, Луи Жорж Гуи, Пьер Вейс.
Стоят (слева направо): Фридрих Газенорль, Жюль Эмиль Вершафельт, Джеймс Хопвуд Джинс,  Уильям Генри Брэгг,  Макс фон Лауэ, Генрих Рубенс,  Мария Кюри, Роберт Гольдшмидт, Арнольд Зоммерфельд, Эдуард Герцен,  Альберт Эйнштейн, Фредерик Линдманн, Морис де Бройль, Уильям Поуп, Эдуард Грюнайзен, Мартин Кнудсен, Жорж Остле, Поль Ланжевен.

### III Сольвеевский конгресс (1921) «Атомы и электроны»
- Лоренц сделал яркий обзор принципов классической электронной теории, которая, в частности, объяснила существенные черты эффекта Зеемана, прямо указав на движение электронов в атоме как на причину появления спектров.
- Фундаментальный вклад в обоснование квантовой теории был сделан ещё во время войны Эйнштейном. Эйнштейн показал, как планковская формула излучения может быть просто выведена на основе того же самого предположения, которое оказалось весьма плодотворным для объяснения спектральных закономерностей и нашло убедительное подтверждение в известных опытах Франка и Герца по возбуждению атомов электронной бомбардировкой.
- Резерфорд подробно рассказал о многочисленных явлениях, которые к тому времени получили весьма убедительную интерпретацию на основе его атомной модели
- С помощью нового математического аппарата квантовой теории Зоммерфельд привёл объяснение многих деталей в структуре спектров и, в частности, к объяснению эффекта Штарка.
- Паули предложил принцип о взаимном исключении эквивалентных квантовых состояний и открыл спин электрона, вызывающий нарушение центральной симметрии в состояниях электронной оболочки, необходимое для объяснения аномального эффекта Зеемана на основе атомной модели Резерфорда.
- Во время своего конгресса Эренфест ввёл принцип адиабатической инвариантности стационарных состояний. Этот принцип потребовал формулировки так называемого принципа соответствия, который сразу же оказался руководящим для качественного исследования различных атомных явлений.
- Морис де Бройль рассказал о некоторых из наиболее интересных эффектов, с которыми он столкнулся в своих экспериментах с рентгеновыми лучами; в частности, им была обнаружена связь между процессами поглощения и испускания, аналогичная той, которая имеет место в оптических спектрах.
- Милликен доложил о продолжении своих систематических исследований фотоэлектрического эффекта, которые, как это хорошо известно, привели к более точному экспериментальному определению постоянной Планка.

1-й ряд (слева направо):  Альберт Майкельсон, Пьер Вейс, Марсель Бриллюэн, Эрнест Сольве,  Хендрик Лоренц,  Эрнест Резерфорд,  Роберт Милликен,  Мария Кюри
2-й ряд (слева направо): Мартин Кнудсен,  Жан Батист Перрен, Поль Ланжевен,  Оуэн Ричардсон, Джозеф Лармор,  Хейке Камерлинг-Оннес,  Питер Зееман, Морис де Бройль
Стоят (слева направо):  Уильям Брэгг, Эдмон ван Обель, Вандер де Хааз, Эдуард Герцен,  Чарлз Баркла, Пауль Эренфест,  Карл Сигбан, Жюль Эмиль Вершафельт, Леон Бриллюэн

### IV Сольвеевский конгресс (1924) «Проводимость металлов»
- Луи де Бройль удачно сопоставил движению частицы распространение волн. Это сопоставление вскоре нашло блестящее подтверждение в экспериментах Дэвисона и Гермера, а также Джорджа Томсона, по дифракции электронов в кристаллах.
- За месяц до конгресса Крамерс успешно развил общую теорию рассеяния излучения атомными системами.
- Благодаря работам Борна, Гейзенберга и Иордана, а также Дирака, смелая и остроумная концепция квантовой механики Гейзенберга привела к общей формулировке, в которой классические кинематические и динамические переменные были заменены символическими операторами, подчиняющимися некоммутативной алгебре, включающей планковскую константу.
- Дирак развил квантовую теорию излучения, в которую было естественно включено эйнштейновское понятие фотона.
- Доклады о новых экспериментальных исследованиях были сделаны такими специалистами, как Бриджмен, Камерлинг-Оннес, Розенгейм и Холл.
- Артур Комптон обнаружил изменение частоты рентгеновских лучей при рассеянии на свободных электронах. Дебай подчеркнул, что это открытие подтверждало эйнштейновскую концепцию фотонов.

1-й ряд (слева направо):  Эрнест Резерфорд,  Мария Кюри, Эдвин Холл,  Хендрик Лоренц,  Уильям Генри Брэгг, Марсель Бриллюэн, Виллем Хендрик Кеезом, Эдмон ван Обель
2-й ряд (слева направо):  Петер Дебай, Абрам Фёдорович Иоффе,  Оуэн Ричардсон, Витольд Броневский, Уолтер Розенгейм, Поль Ланжевен,  Дьёрдь де Хевеши
Стоят (слева направо): Леон Бриллюэн, Эмиль Анрио, Теофил де Донде, Эдмонд Бауэр, Эдуард Герцен, Огюст Пиккар,  Эрвин Шрёдингер,  Перси Бриджмен, Жюль Эмиль Вершафельт

### V Сольвеевский конгресс (1927) «Электроны и фотоны»
На этом конгрессе состоялась знаменитая дискуссия между Эйнштейном, пытавшимся спасти механистический детерминизм классической механики, и Нильсом Бором, понявшим раньше многих, что возврат к механистическому детерминизму уже невозможен, ибо Планк «открыл универсальный квант действия, обнаруживший черты целостности в атомных процессах, совершенно чуждые идеям классической физики и превосходящие доктрину древних о предельной делимости материи». Таким образом в физику было впервые введено утверждение о наличии индетерминизма на субатомном уровне, совершился величайший переворот, определивший лицо физики XX века.
- Гейзенберг объяснил характерную двойственность спектра гелия, введя понятия парагелий и ортогелий.

1-й ряд (слева направо):  Ирвинг Ленгмюр,  Макс Планк,  Мария Кюри,  Хендрик Лоренц,  Альберт Эйнштейн, Поль Ланжевен, Шарль Гюи,  Чарльз Вильсон,  Оуэн Ричардсон.
2-й ряд (слева направо):  Петер Дебай, Мартин Кнудсен,  Уильям Брэгг, Хендрик Крамерс,  Поль Дирак,  Артур Комптон,  Луи де Бройль,  Макс Борн,  Нильс Бор.
Стоят (слева направо): Огюст Пикар, Эмиль Анрио, Пауль Эренфест, Эдуард Герцен, Теофил де Дондер,  Эрвин Шрёдингер, Жюль Эмиль Вершафельт,  Вольфганг Паули,  Вернер Гейзенберг, Ральф Фаулер, Леон Бриллюэн.

### VI Сольвеевский конгресс (1930) «Магнитные свойства вещества»
- В докладе Зоммерфельда о магнетизме и спектроскопии обсуждались те сведения о моменте импульса и магнитных моментах, которые были получены из исследований электронной структуры атомов.
- Вейсс ввел собственный угловой момент частиц (спин), обусловливающий ферромагнетизм.
- Введенное Клейном и Гордоном релятивистское волновое уравнение было заменено Дираком системой уравнений первого порядка, допускающих естественное объединение спинового и магнитного момента электрона.
- Паули установил невозможность измерения магнитного момента (спина) свободного электрона.
- Блох успешно развил детализированную теорию проводимости металлов.
- Ферми сделал доклад о магнитных моментах атомных ядер, для которых следовало выяснить причину появления сверхтонкой структуры спектральных линий.
- С помощью приборов, созданных Коттоном[англ.] и Капицей, стало возможным создавать магнитные поля непревзойденной напряженности.

Сидят (слева направо): Теофил де Донде,  Питер Зееман, Пьер Вейсс, Арнольд Зоммерфельд,  Мария Кюри, Поль Ланжевен,  Альберт Эйнштейн,  Оуэн Ричардсон, Брас Кабрера,  Нильс Бор, Вандер де Хааз.
Стоят (слева направо): Эдуард Герцен, Эмиль Анрио, Жюль Эмиль Вершафельт, Чарльз Маннебах, Эме Коттон, Жак Эррера,  Отто Штерн, Огюст Пикар, Вальтер Герлах, Чарльз Галтон Дарвин,  Поль Дирак, Эдмонд Бауэр,  Пётр Леонидович Капица, Леон Бриллюэн, Хендрик Крамерс,  Петер Дебай,  Вольфганг Паули, Яков Григорьевич Дорфман,  Джон ван Влек,  Энрико Ферми,  Вернер Гейзенберг

### VII Сольвеевский конгресс (1933) «Структура и свойства атомного ядра»
Сидят (слева направо):  Эрвин Шрёдингер,  Ирен Жолио-Кюри,  Нильс Бор, Абрам Фёдорович Иоффе,  Мария Кюри, Поль Ланжевен,  Оуэн Ричардсон,  Эрнест Резерфорд, Теофил де Донде, Морис де Бройль,  Луи де Бройль, Лиза Мейтнер,  Джеймс Чедвик.
Стоят (слева направо): Эмиль Анрио, Франсис Перрен, Фредерик Жолио-Кюри,  Вернер Гейзенберг, Хендрик Антони Крамерс, Эрнст Штаэль,  Энрико Ферми, Эрнест Уолтон,  Поль Дирак,  Петер Дебай,  Невилл Франсис Мотт, Брас Кабрера, Георгий Антонович Гамов,  Вальтер Боте,  Патрик Мейнард Стюарт Блэкетт, М. С. Розенблюм, Жак Эррера, Эдмонд Бауэр,  Вольфганг Паули, Жюль Эмиль Вершафельт, Макс Козинс, Эдуард Герцен,  Джон Кокрофт, Чарльз Драммонд Эллис, Рудольф Пайерлс, Огюст Пикар,  Эрнест Лоуренс, Леон Розенфельд.
На фотографии нет участников конференции  Альберта Эйнштейна и Шарля Гюи.

### VIII Сольвеевский конгресс (1948) «Элементарные частицы»
- Особо обсуждался вопрос о том, как превзойти трудности, связанные с появлением расходимости  в квантовой электродинамике, в частности, бросающейся в глаза в вопросе о собственной энергии заряженных частиц.
- начала сильно развиваться квантовая электродинамика: в работах Швингера и Томонаги был открыт лэмбовский сдвиг в спектральных линиях излучения атома.
- Андерсен обнаружил мюоны в космическом излучении.

Сидят слева направо: Кокрофт, Тоннелат, Шредингер, Ричардсон, Бор Паули, Брэгг, Мейтнер, Дирак, Крамерс, ДеДондер, Гейтлер, Вершаффельт; 2-й ряд: Шеррер, Стахель, Келин, Блэкетт, Ди, Блко, Фриш, Пайерлс, Бхабха, Оппенгеймер, Оккиалини, Пауэлл, Казимир, де Хемптинн; 3-й ряд: Кипфер, Оже, Перрен, Сербер, Розенфельд, Ферретти, Мёллер, Лепренс-Ринге, 4-й ряд: Баласс, Фламаш, Гроув, Гош, Демер, Феррера, Ванисакер, ВанХов, Теллер, Гольдшмидт, Мартон, Дилворт, Пригожин, Геэнио, Анрио, Ванстивендал

### X Сольвеевский конгресс (1954) «Электроны в металлах»
Сидят (слева направо): Курт Мендельсон, Герберт Фрёлих, Дэвид Пайнс, Кристиан Мёллер,  Вольфганг Паули,  Уильям Лоренс Брэгг,  Невилл Франсис Мотт,  Луи Неель, Карл Вильгельм Мейсснер, Джеймс Макдональд,  Клиффорд Шалл, Шарль Фридель
Стоят (слева направо): Корнелиус Гортер, Чарльз Киттель, Бернд Маттиас,  Илья Романович Пригожин, Ларс Онсагер, Брайан Пиппард, Смит, Фаусто Фуми, Реджинальд Джонс,  Джон ван Флек, Пер-Улоф Лёвдин, Рэймонд Сигер, Пауль Кипфер, Гош, Баллас, Жюль Гехеняу

### XXII Сольвеевский конгресс (2001) «Физика коммуникаций»
Участники: L. Accardi, N. Adamou, A. Anagnostopoulos, I. Antoniou, S.M. Antoniou, I. Antonopoulos, F.T. Arecchi, A. Athanassoulis, N. Atreas, M. Axenides, V.V. Belokurov, A. Bisbas, A. Bohm, S. Bozapalides, C. Caroubalos, G. Casati, K. Chatzisavvas, R. Chiao , T. Christidis, I. Cirac, G. Contaxis, M. Courbage, C. Daskaloyannis, G.-A. Dimakis, S. Dolev, T. Durt, A. Ekert, A. Elitzur, D. Ellinas, M. Floratos, D. Frantzeskakis, M. Gadella, D. Ghikas, N. Giokaris, M. Grigoriadou, J. Grispolakis, V.G.Gurzadyan, K. Gustafson, C. Halatsis, G. Hegerfeldt, T. Hida, K. Imafuku, L. Jacak, V. G. Kadyshevsky, I. Kanter, C. Karanikas, K. Karavasilis, A. Karlsson, E. Karpov, A. Kartsaklis, S. Katsikas, И. М. Халатников, S. Kim, H. J. Kimble, O. Kocharovskaya, Vi. Kocharovsky, D. Kravvaritis, Y. Krontiris, В. С. Летохов, G. Leuchs, K. Lioliousis, S. Lloyd, M. Lukin, R. Lupacchini, M. Marias, D. Marinos-Kouris, Yu. Melnikov, G. Metakides, S. Metens, N. Misirlis, B. Misra, K. Molmer, Y. Ne’eman, C. Nicolaides, G. Nimtz, G. Ordonez, Ch. Panos, P. Papageorgas, S. Pascazio, R. Passante, T. Petrosky, E. Polzik,  Илья Пригожин, G. Pronko, J.-M. Raimond, M. Raizen, L. Reichl, R.Z. Sagdeev, W. Schieve, W. P. Schleich, P. Siafarikas, Si Si, A. Siskakis, A. N. Sissakian, Mr. J. Solvay, N. Sourlas, P. Stamp, A. Steinberg, L. Stodolsky, E.C.G. Sudarshan, D. Syvridis, N. Theofanous, Th. Tomaras, S.C. Tonwar, G. Tsaklidis, N. Uzunoglu, L. Vaidman, A. Vardoulakis, P.C.G. Vassiliou, H. Walther, L. Wang, Th. Xanthopoulos, D. Xouris, E. Yarevsky, Антон Цайлингер, G. Zeng, E. Zervas, V. Zissimopoulos, Петер Цоллер

### XXIII Сольвеевский конгресс (2005) «Квантовая структура пространства-времени»
Участники: Нима Аркани-Хамед, Абэй Аштекар, Майкл Фрэнсис Атья, Константин Башас, Том Бэнкс, Ларс Бринк, Роберт Браут, Клаудио Бунстер, Кёртис Каллан, Тибо Дамур, Ян де Бур, Бернард де Вит, Robbert Dijkgraaf, Michael R. Douglas, Georgi Dvali, Франсуа Энглер, Людвиг Фаддеев, Pierre Fayet, Willy Fischler, Peter Galison,  Мюррей Гелл-Ман, Gary Gibbons, Майкл Грин, Брайан Грин,  Дэвид Гросс, Алан Гут, Джеффри Харви, Gary Horowitz, Bernard Julia, Shamit Kachru, Рената Каллош, Elias Kiritisis, Игорь Клебанов, Андрей Линде, Dieter Lüst, Хуан Малдасена, Никита Некрасов, Hermann Nicolai, Hirosi Ooguri, Джозеф Полчински, Александр Поляков, Eliezer Rabinovici, Пьер Рамон, Лиза Рэндалл, Валерий Рубаков, Джон Шварц, Натан Зайберг, Ashoke Sen, Stephen Shenker, Eva Silverstein, Пол Стейнхардт, Andrew Strominger,  Герард ’т Хоофт, Neil Turok, Габриэле Венециано,  Стивен Вайнберг,  Фрэнк Вильчек, Paul Windey, Яу Шинтан.

### XXIV Сольвеевский конгресс (2008) «Квантовая теория конденсированных сред»
Участники: Ian Affleck, Igor Aleiner, Boris Altshuler,  Филип У. Андерсон, Natan Andrei, Tito Arecchi, Assa Auerbach, Leon Balents, Carlo Beenakker, Immanuel Bloch, John Chalker, Juan Ignacio Cirac Sasturain, Marvin Cohen, Leticia F. Cugliandolo, Sankar Das Sarma, J. C. Davis, Eugene Demler, James Eisenstein, M. P. A. Fisher, Michael Freedman, Antoine Georges, S. M. Girvin, Leonid Glazman,  Дэвид Гросс, F. Duncan, M. Haldane, Bertrand Halperin, Cathy Kallin, B. Keimer,  Вольфганг Кеттерле, Алексей Китаев, Steven A. Kivelson,  Клаус фон Клитцинг, Leo P. Kouwenhoven, Robert B. Laughlin, Patrick A. Lee, Daniel Loss, A. H. MacDonald, Alexander Mirlin, Naoto Nagaosa, N. P. Ong, Джорджо Паризи, Пьер Рамон, Nicholas Read, T. M. Rice, Subir Sachdev, T. Senthil, Zhi-Xun Shen, Efrat Shimshoni, Ady Stern, Matthias Troyer, Chandra Varma, Xiao-Gong Wen, Steven R. White,  Фрэнк Вильчек и Петер Цоллер

### XXV Сольвеевский конгресс (2011) «Теория квантового мира»
В год столетия с начала проведения состоялся двадцать пятый Сольвеевский конгресс по физике под названием «Теория квантового мира» (англ. «The Theory of the Quantum World»). Он прошёл в Брюсселе с 19 по 22 октября под председательством нобелевского лауреата Дэвида Гросса.

### XXVI Сольвеевский конгресс (2014) «Астрофизика и космология»
Прошел под председательством Роджера Блэндфорда.

## Сольвеевские конгрессы по химии
| No | Год  | Название                                                                                             | Перевод                                                                                                  | Председатель                                                                                 |
| -- | ---- | --- | --- | -------------------------------------------------------------------------------------------- |
| 1  | 1922 | Cinq Questions d’Actualité                                                                           | Пять актуальных вопросов (химии)                                                                         | Уильям Джексон Поуп (William Jackson Pope) (Кембридж)                                        |
| 2  | 1925 | Structure et Activité Chimique                                                                       | Структура и химическая активность                                                                        | Уильям Джексон Поуп (William Jackson Pope) (Кембридж)                                        |
| 3  | 1928 | Questions d’Actualité                                                                                | Актуальные вопросы (химии)                                                                               | Уильям Джексон Поуп (William Jackson Pope) (Кембридж)                                        |
| 4  | 1931 | Constitution et Configuration des Molécules Organiques                                               | Строение и конфигурация органических молекул                                                             | Уильям Джексон Поуп (William Jackson Pope) (Кембридж)                                        |
| 5  | 1934 | L’Oxygène, ses réactions chimiques et biologiques                                                    | Кислород, его химические и биологические свойства                                                        | Уильям Джексон Поуп (William Jackson Pope) (Кембридж)                                        |
| 6  | 1937 | Les vitamines et les Hormones                                                                        | Витамины и гормоны                                                                                       | Фредерик Свартс (Frédéric Swarts) (Гент)                                                     |
| 7  | 1947 | Les Isotopes                                                                                         | Изотопы                                                                                                  | Пауль Каррер (Paul Karrer) (Цюрих)                                                           |
| 8  | 1950 | Le Mécanisme de l’Oxydation                                                                          | Механизм окисления                                                                                       | Пауль Каррер (Paul Karrer) (Цюрих)                                                           |
| 9  | 1953 | Les Protéines                                                                                        | Белки | Пауль Каррер (Paul Karrer) (Цюрих)                                                           |
| 10 | 1956 | Quelques Problèmes de Chimie Minérale                                                                | Некоторые проблемы неорганической химии                                                                  | Пауль Каррер (Paul Karrer) (Цюрих)                                                           |
| 11 | 1959 | Les Nucléoprotéines                                                                                  | Нуклеопротеины                                                                                           | Альфред Рене Уббелоде (Alfred Rene Ubbelohde) (Лондон)                                       |
| 12 | 1962 | Transfert d’Energie dans les Gaz                                                                     | Перенос энергии в газах                                                                                  | Альфред Рене Уббелоде (Alfred Rene Ubbelohde) (Лондон)                                       |
| 13 | 1965 | Reactivity of the Photoexcited Organic Molecule                                                      | Химическая активность фотовозбужденных органических молекул                                              | Альфред Рене Уббелоде (Alfred Rene Ubbelohde) (Лондон)                                       |
| 14 | 1969 | Phase Transitions                                                                                    | Фазовые переходы                                                                                         | Альфред Рене Уббелоде (Alfred Rene Ubbelohde) (Лондон)                                       |
| 15 | 1970 | Electrostatic Interactions and Structure of Water                                                    | Электростатические взаимодействия и структура воды                                                       | Альфред Рене Уббелоде (Alfred Rene Ubbelohde) (Лондон)                                       |
| 16 | 1976 | Molecular Movements and Chemical Reactivity as conditioned by Membranes, Enzymes and other Molecules | Молекулярные движения и химическая активность, обусловленные мембранами, ферментами и другими молекулами | Альфред Рене Уббелоде (Alfred Rene Ubbelohde) (Лондон)                                       |
| 17 | 1980 | Aspects of Chemical Evolution                                                                        | Аспекты химической эволюции                                                                              | Альфред Рене Уббелоде (Alfred Rene Ubbelohde) (Лондон)                                       |
| 18 | 1983 | Design and Synthesis of Organic Molecules Based on Molecular Recognition                             | Дизайн и синтез органических молекул на основе молекулярного распознавания                               | Эфраим Качальский (Ephraim Katchalski) (Реховот) и Владимир Прелог (Vladimir Prelog) (Цюрих) |
| 19 | 1987 | Surface Science                                                                                      | Наука о поверхности                                                                                      | Фредерик де Ветте (Frederik W. de Wette) (Остин)                                             |
| 20 | 1995 | Chemical Reactions and their Control on the Femtosecond Time Scale                                   | Фемтосекундные химические реакции и их контроль                                                          | Пьер Гаспар (Pierre Gaspard) (Брюссель)                                                      |
| 21 | 2007 | From Noncovalent Assemblies to Molecular Machines                                                    | От нековалентных сборок к молекулярным машинам                                                           | Жан-Пьер Саваж (Jean-Pierre Sauvage) (Страсбург)                                             |
| 22 | 2010 | Quantum Effects in Chemistry and Biology                                                             | Квантовые эффекты в химии и биологии                                                                     | Грэм Флеминг (Graham Fleming) (Беркли)                                                       |
| 23 | 2013 | New Chemistry and New Opportunities from the Expanding Protein Universe                              | Новая химия и новые возможности от расширяющейся Вселенной белка                                         | Курт Вютрих (Цюрих)                                                                          |
| 24 | 2016 | Catalysis in Chemistry and Biology                                                                   | Катализ в химии и биологии                                                                               | Курт Вютрих (Цюрих) и сопредседатель Роберт Граббс                                           |
| 25 | 2019 | Computational Modeling: From Chemistry to Materials to Biology                                       | Численное моделирование: От химии к материалам, от материалов к биологии                                 | Курт Вютрих (Цюрих) и сопредседатель Берт Векхуйзен (Утрехт)                                 |
| 26 | 2022 | Chemistry Challenges of the 21st Century                                                             | Вызовы, стоящие перед химией в 21 веке                                                                   | Курт Вютрих (Цюрих) и сопредседатель Бернард Фе́ринга (Гронинген)                             |
| 27 | 2025 | Exploring Frontiers in Chemistry                                                                     | Исследование границ в химии                                                                              |                                                                                              |

## Сольвеевские конгрессы по биологии
| No | Год  | Название                                                | Перевод                                         | Председатель |
| -- | ---- | ------------------------------------------------------- | ----------------------------------------------- | ------------ |
| 1  | 2024 | The organisation and dynamics of biological computation | Организация и динамика биологических вычислений | Томас Лекуи  |